# Арройо-Дон-Естебан (річка)
Арройо Дон Естебан або Дон Естебан Гранде — це уругвайський водотік, який перетинає департамент Ріо-Негро, що належить до басейну річки Ріо-де-ла-Плата.
Він починається на височині Кучілья-де-Аедо  і закінчується в Ріо-Негро (притока Уругваю) долаючи близько 71 км.